# Thymus quinquecostatus
Thymus quinquecostatus — вид рослин родини глухокропивові (Lamiaceae), поширений у Монголії, Росії, Китаї, Кореї, Японії.

## Опис
Стебла від косо-висхідних до субгоризонтально-висхідних, вегетативні пагони ± менші, ніж родючі гілки, розсіяно волосисті; родючі гілки численні, 3–15 см, від випростаних до висхідних, щільно волосисті під суцвіттями, основа розсіяно тонко-волосиста, міжвузля зазвичай коротші, ніж листки. Листки довгасто-еліптичні або довгасто-ланцетні, рідко яйцюваті або яйцювато-ланцетні, 0.7–1.3(2) см × 1.5–3(8) мм, ± шкірясті, оголені, щільно залозисті, поля цілі хвилясті, війки на нижній половині або тільки на основі, верхівка від тупої до гострої.
Суцвіття головчасті, іноді довгасті. Квітконіжка до 4 мм. Чашечка трубчасто-дзвінчата, 5–6 мм, основа розлого-волосиста, верхівка оголена. Віночок 6.5–7 мм, трубка коротша, ніж чашечка. Цвіте VIII.

## Поширення
Країни поширення: Монголія, Росія (Амур, Хабаровськ, Примор'я), Китай (Північ-Центральний, Внутрішня Монголія, Маньчжурія), Корея, Японія.
Населяє гравійні райони, пагорби, береги річок, скелясті щілини, пляжі, прибережні дюни.

## Галерея

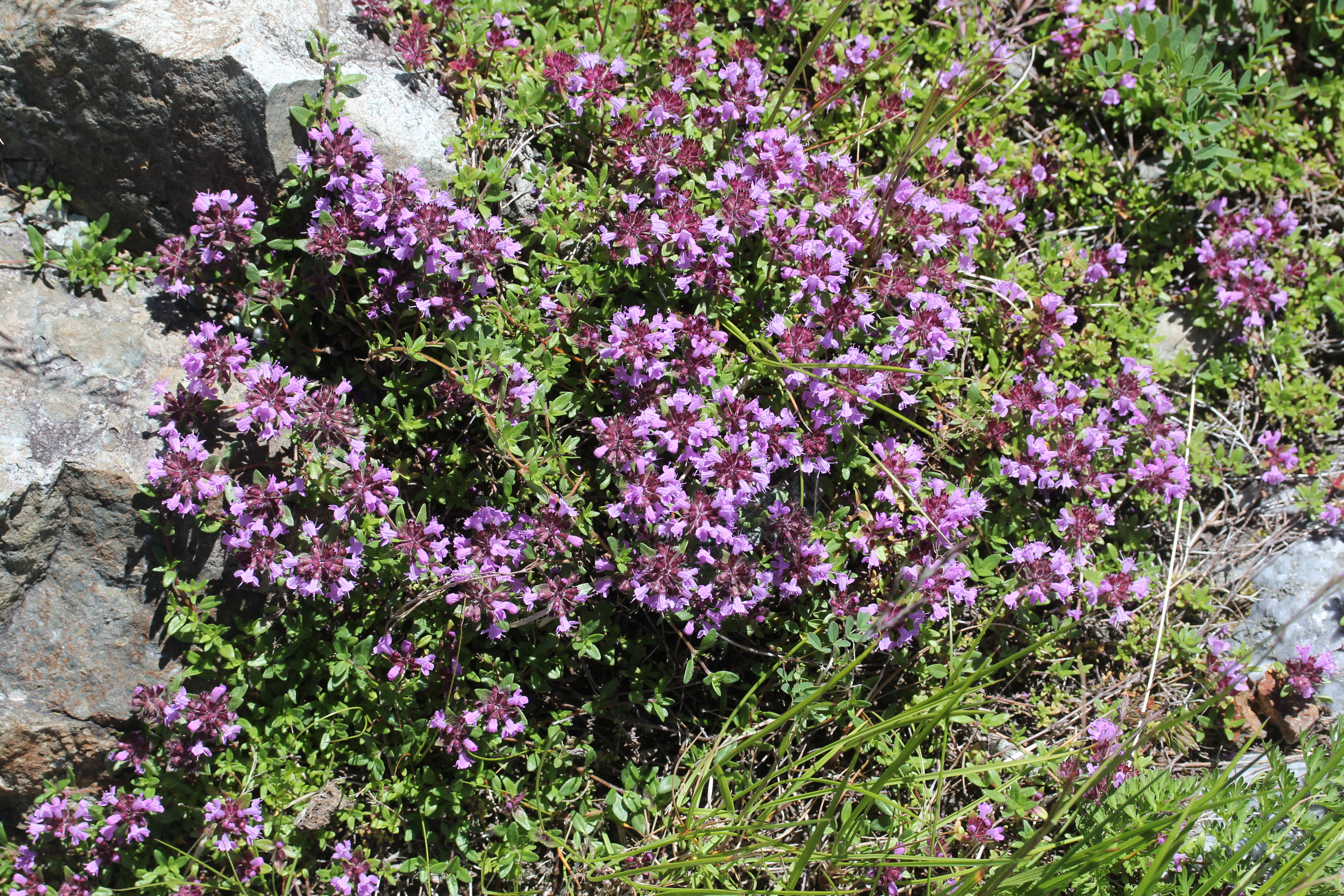
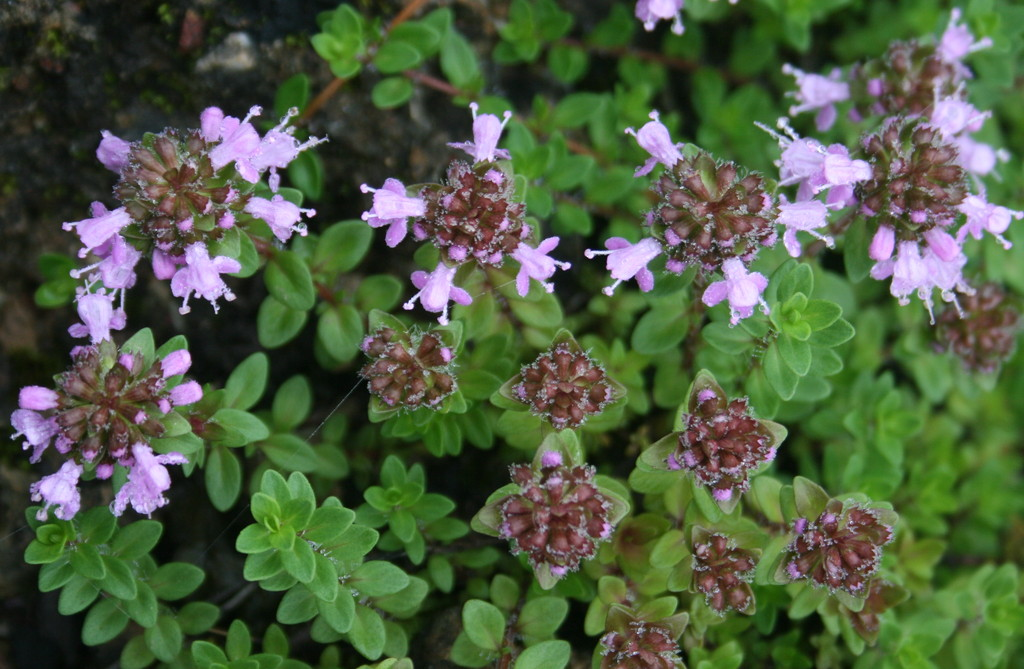
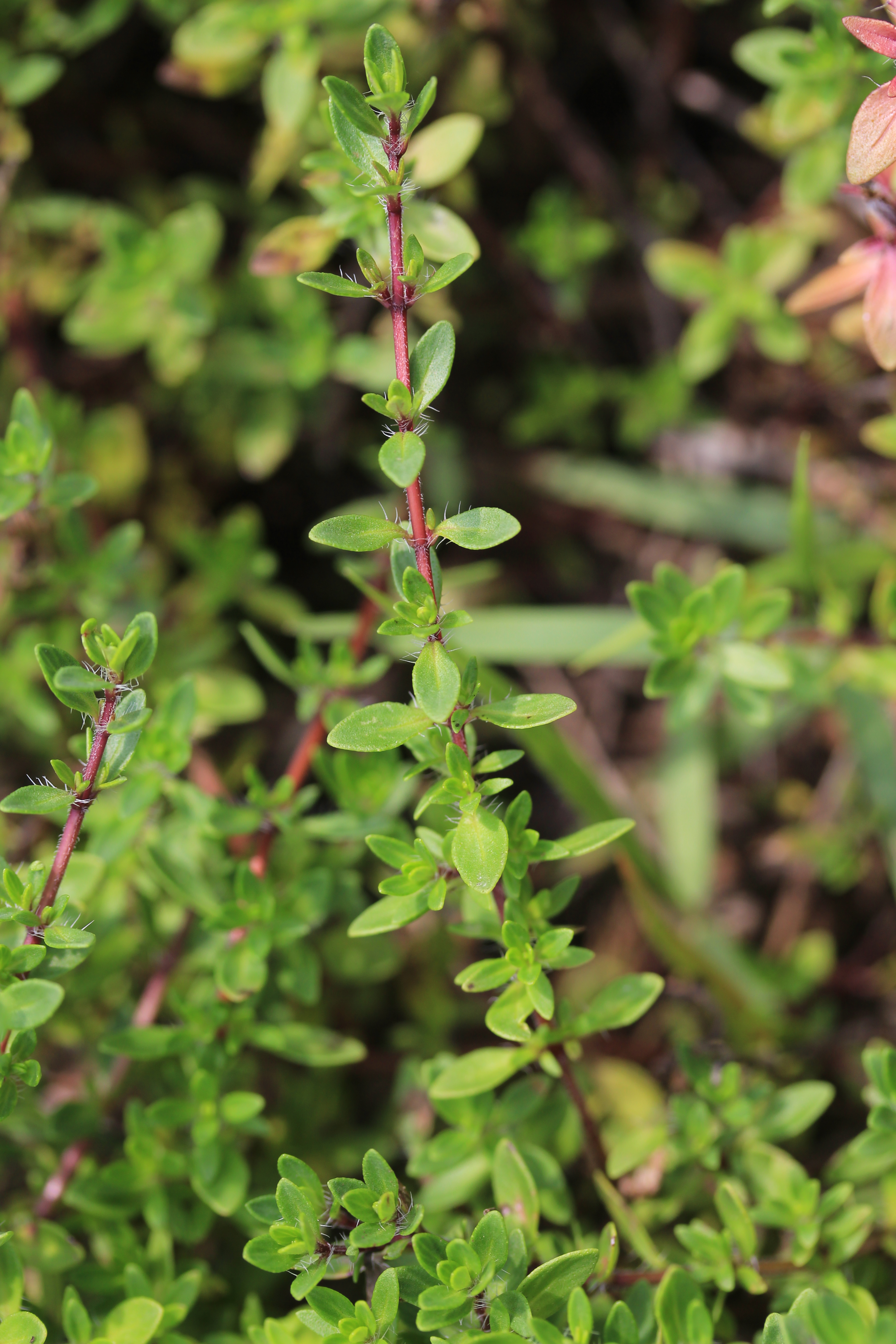